# Maisons (23 à 27 rue Colbert, Tours)
Pour les articles homonymes, voir Maisons.
Les maisons 23, 25 et 27 rue Colbert constituent un ensemble de trois anciennes maisons mitoyennes à pans de bois dans la ville de Tours, dans le département français d'Indre-et-Loire.
Construites au XVe siècle, leurs façades et leurs toitures ainsi qu'un escalier et une galerie dans une cour intérieure sont inscrits comme monument historique en 1946.

## Localisation
Les maisons, mitoyennes, sont situées dans le Vieux-Tours, dans la rue Colbert. Cette rue, reprenant le tracé d'une voie antique, est jusqu'au XVIIIe siècle la principale rue de Tours, reliant les quartiers proches de la basilique Saint-Martin à l'ouest au secteur de la cathédrale Saint-Gatien à l'est.

## Histoire
Les maisons sont construites au XVe siècle.
Les façades des maisons, leurs toitures et certains de leurs aménagements donnant sur la cour intérieure sont inscrits comme monuments historiques par arrêté du 17 juillet 1946.

## Description
Les trois maisons comportent trois étages et un comble au-dessus du rez-de-chaussée. Au sud, elles donnent sur une cour commune limitée à l'est par un escalier avec galeries, à l'ouest par une galerie en charpente, et fermée au sud par un petit corps de logis.
Les façades sont protégées du ruissellement de l'eau par l'avancée en capucine du toit et par les larmiers placés entre chaque étage. À la faveur d'une restauration la peinture orange recouvrant les pans de bois est reconstituée à partir de pigments retrouvés dans les fibres des colombages. Cette peinture, outre qu'elle protège le bois des intempéries et des parasites, décore la maison et éclaire sa façade.

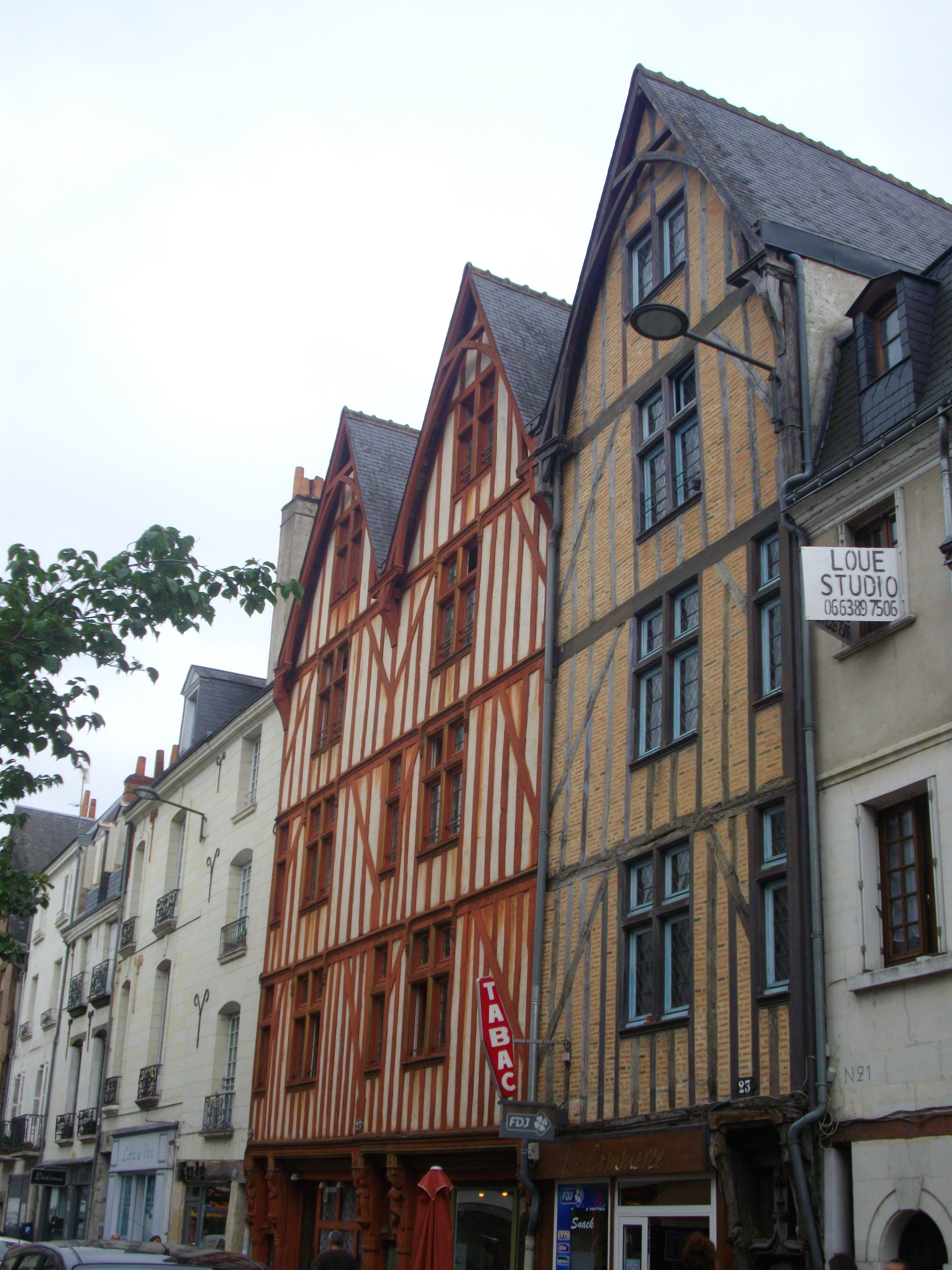
Les trois façades.
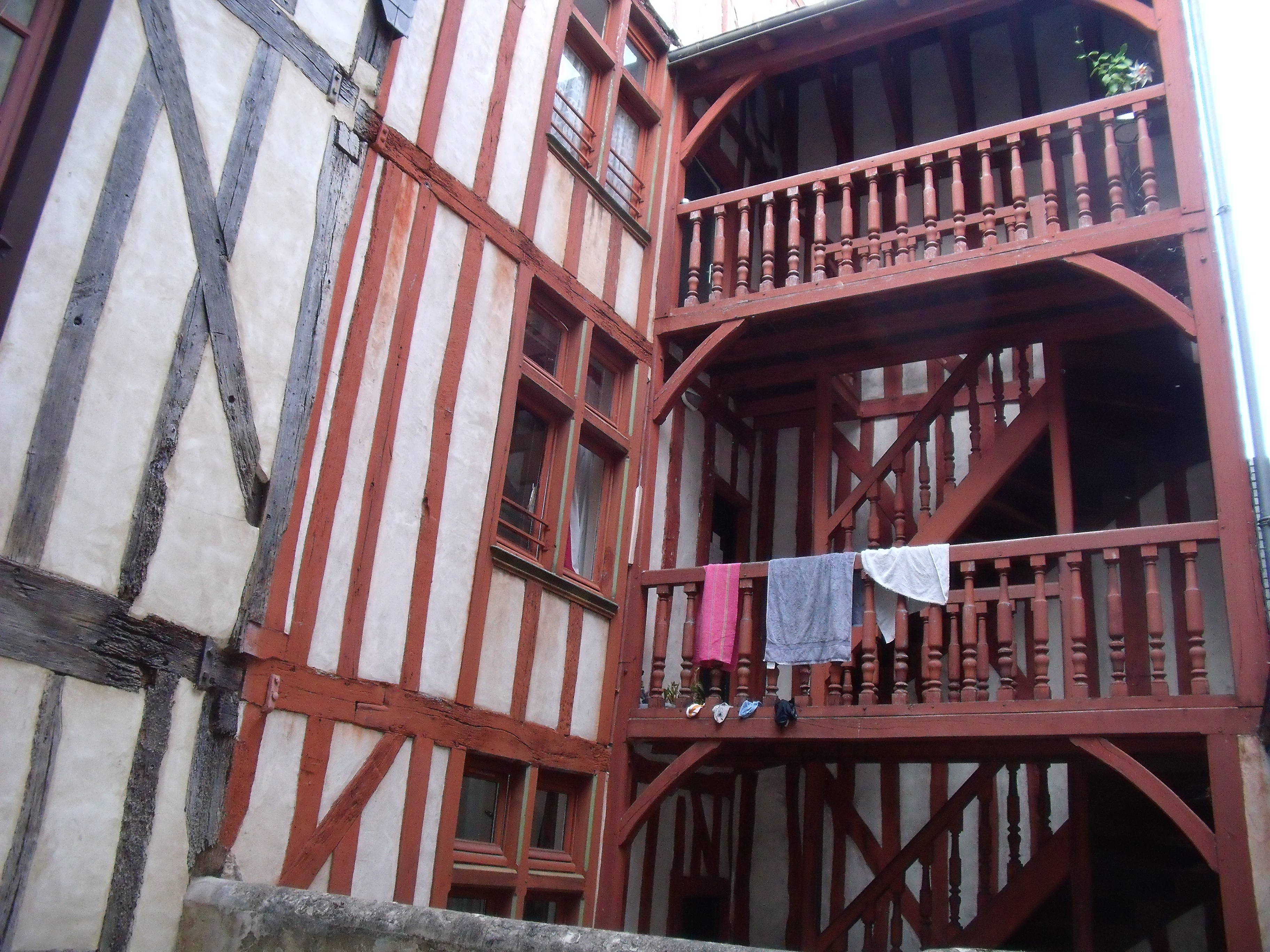
La cour intérieure.
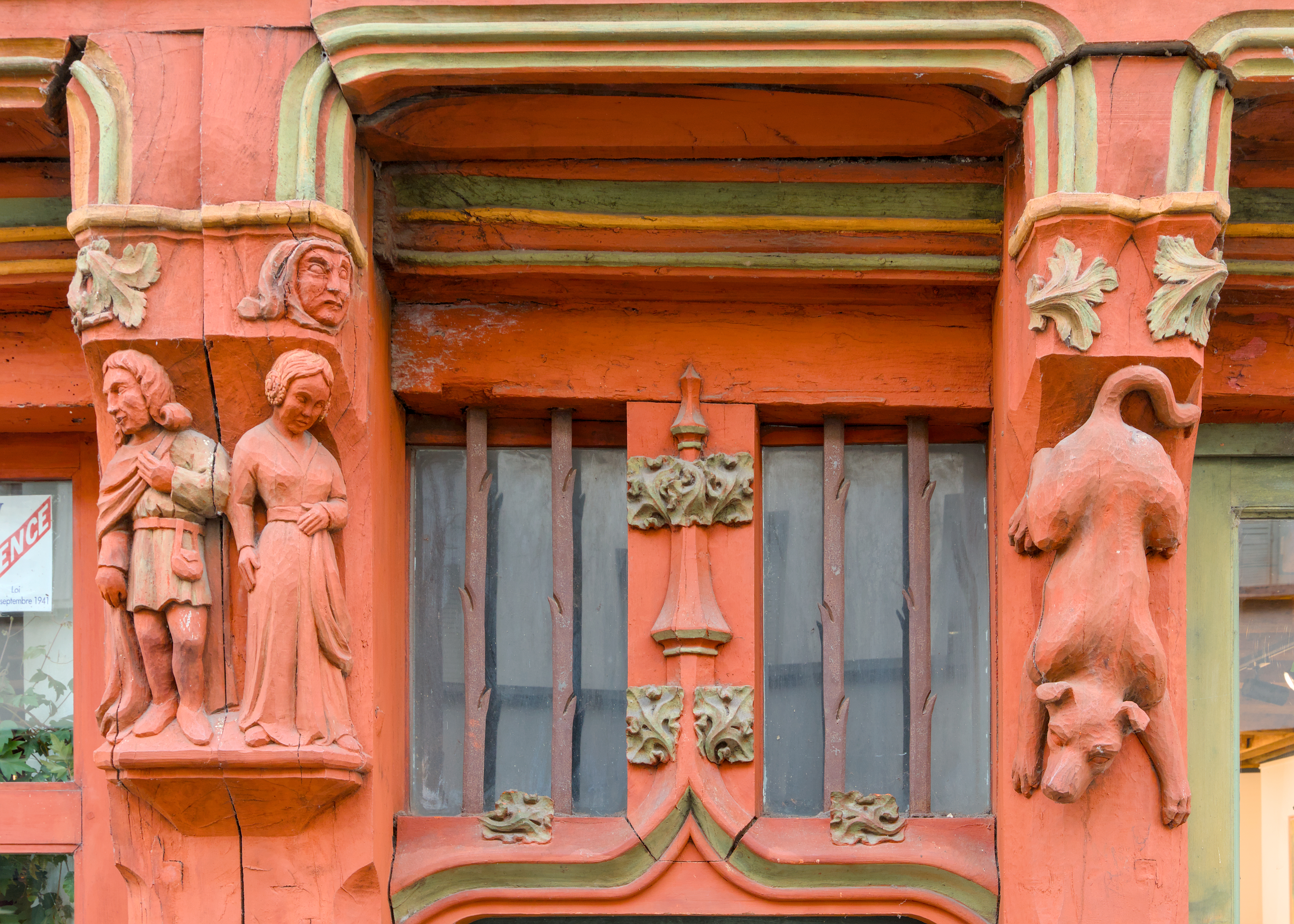
Sculpture au-dessus de la porte du 25 rue Colbert.
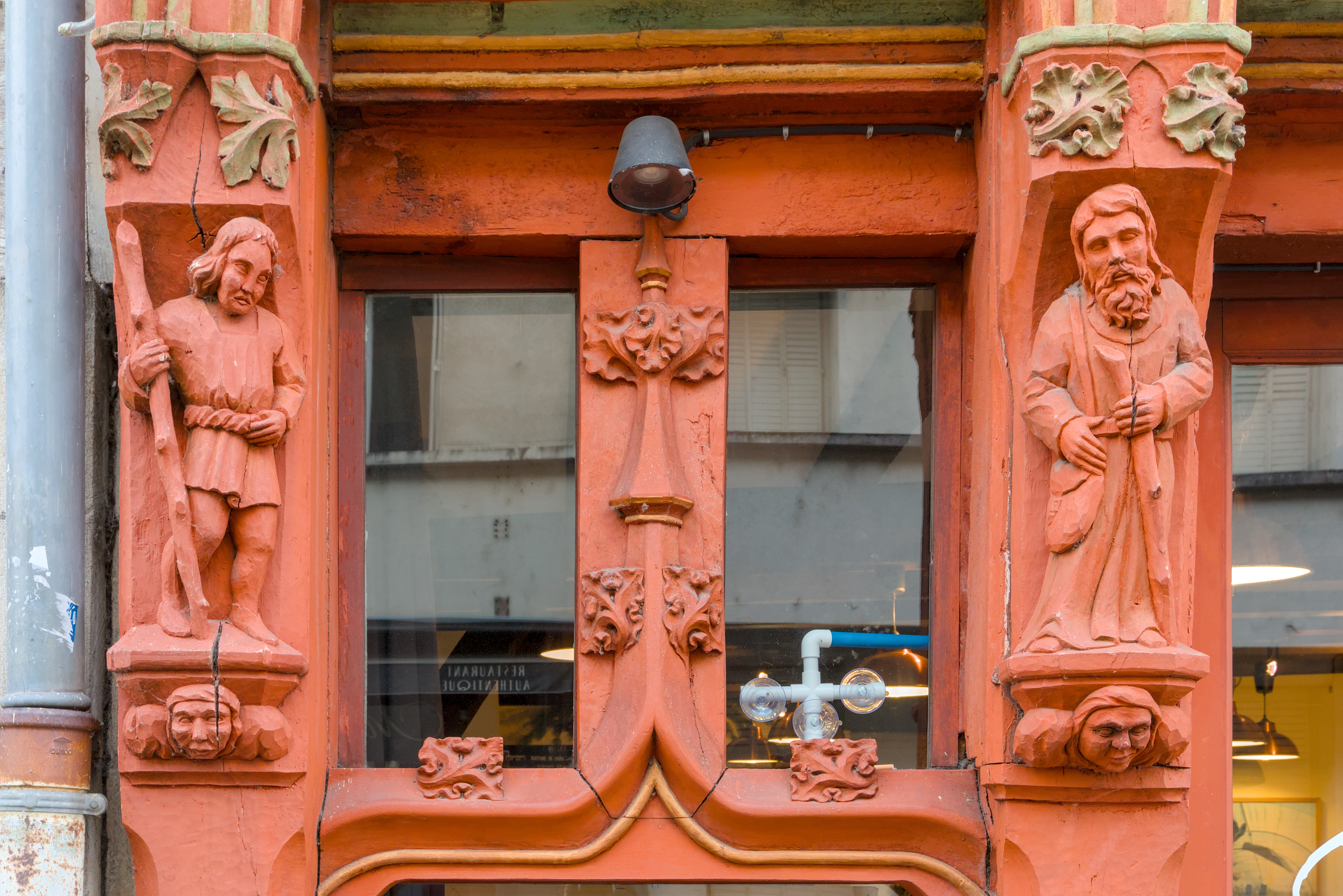
Sculpture au-dessus de la porte du 27 rue Colbert.

## Pour en savoir plus